# Sobralieae
Sobralieae es una tribu de la subfamilia Epidendroideae perteneciente a la familia Orchidaceae.

## Descripción
Son plantas de hábitos terrestres o litófitas, con raíces carnosas o tuberosas, sin pseudobulbos, con más o menos pseudo tallo delgado, rígido y erecto en la base  que muestra hojas dispuestas en espiral. Las flores suelen tener la antera proyectada en el estigma en una membrana inclinada y ocho polinias.

## Géneros
Tiene los siguientes géneros, todos los presentes en Brasil:
- Elleanthus Presl. (111 spp.)
- Epilyna Schltr. (2 spp.)
- Sertifera Reichenbach f. ex Lindley (7 spp.)
- Sobralia Ruiz y Pav. (149 spp.)